# ویلا مارتلی
ویلا مارتلی (به اسپانیایی: Villa Martelli) یک منطقهٔ مسکونی در آرژانتین است که در بخش ویسنته لوپز واقع شده‌است. ویلا مارتلی ۲۶٬۰۵۹ نفر جمعیت دارد و ۲۲ متر بالاتر از سطح دریا واقع شده‌است.